# Владимиров, Иван Терентьевич
Ива́н Тере́нтьевич Влади́миров (1856 — 17 мая 1894, Москва) — русский архитектор и художник.

## Биография
В 1886 году окончил живописное отделение Московского училища живописи, ваяния и зодчества со званием учёного рисовальщика. Выполнил ряд проектов для Донского монастыря в Москве. Скончался 17 мая 1894 года в Москве, похоронен в Донском монастыре.

## Проекты и постройки

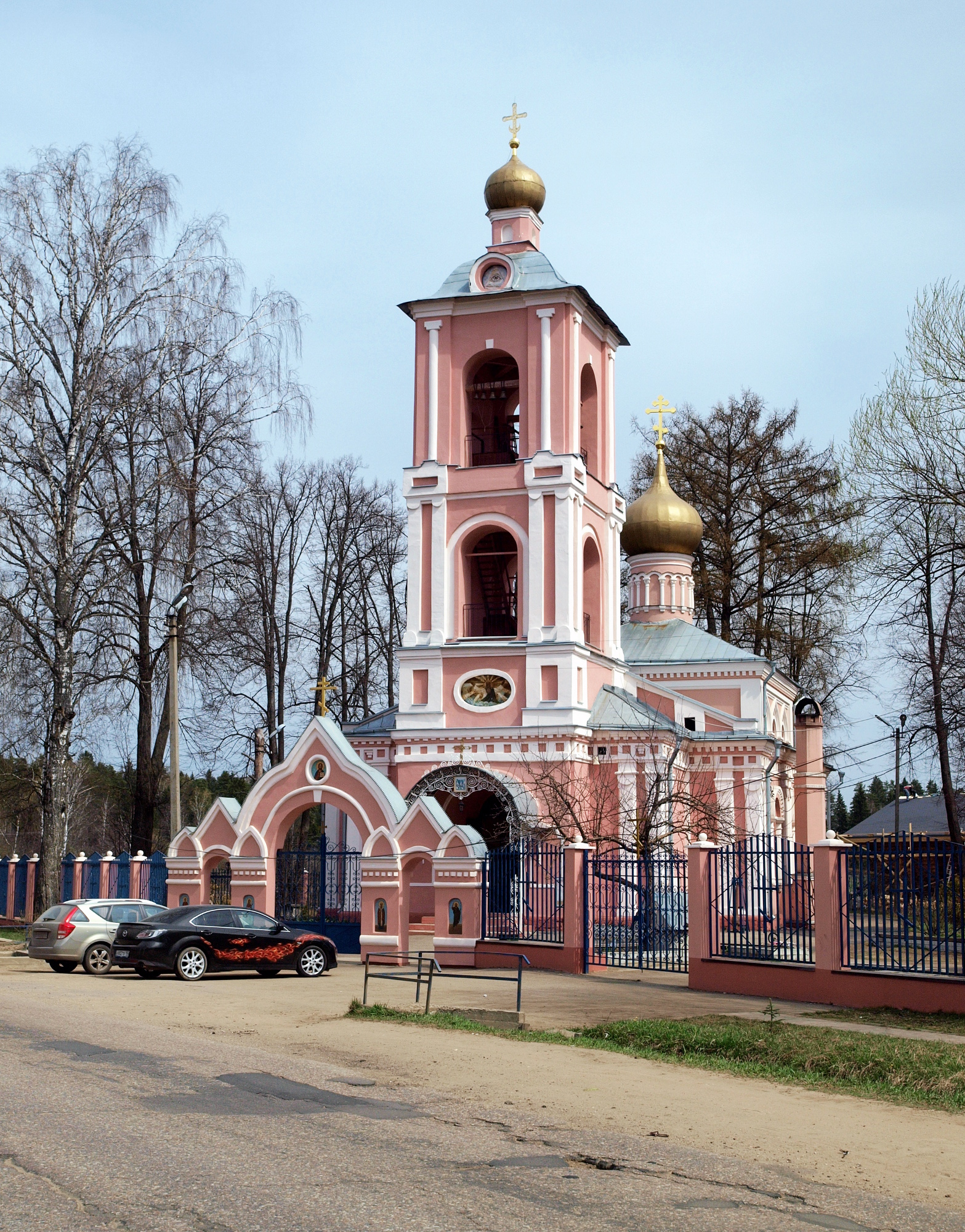
Церковь Успения Пресвятой Богородицы в Шарапове

- 1877 — церковь Успения Пресвятой Богородицы, село Шарапово Одинцовского района Московской области[1];
- 1885—1887 — главный дом городской усадьбы П. Н. Зубова — А. К. Мартоса, совместно с Ф. П. Скоморошенко, Москва, Волков переулок, 7/9, стр. 5, выявленный объект культурного наследия[2]. По некоторым данным в настоящее время здание принадлежит на праве собственности Зурабу Церетели. В 2010 году к зданию была сооружена самовольная пристройка[3];
- 1887 — жилой дом, Москва, Лихов переулок, 4;
- 1888—1889 — доходный дом Орловых, Москва, Арбат, 12, стр. 1, объект культурного наследия регионального значения[2];
- 1890 — перестройка часовни у Донского монастыря, Москва (не сохранилась)[4];
- 1891 — городская усадьба Н. П. Маттейсена, Москва, Георгиевский переулок, 1[2].
- 1891—1894 — Храм Всемилостивого Спаса Скорбященского монастыря; после смерти Владимирова достраивал П. А. Виноградов, Москва,Новослободская улица, 58, выявленный объект культурного наследия[2][5];
- 1892 — доходный дом, Москва, Большая Серпуховская улица, 19/37[2];
- 1893 — трапезная церкви Рафаила в Скорбященском монастыре, Москва, Новослободская улица (не сохранилась);
- 1893 — Гурьевская богадельня, Москва, Второй Щипковский переулок, 6;
- 1893—1896 — Церковь Покрова Пресвятой Богородицы при Доме призрения бедных им. Т. Г. Гурьевой, Москва, Большая Серпуховская улица, 27, корп. 3[6];
- 1894 — жилой дом, Москва, Скатертный переулок, 16 (не сохранился);
- 1894 — ограда Казанского Головинского монастыря, Москва[7];
- 1894 — жилой дом, Москва, Дровяной (?) переулок, 19.